# 巣南町
巣南町（すなみちょう）は、岐阜県本巣郡にあった町。2003年（平成15年）5月1日に穂積町と合併して瑞穂市が発足し、巣南町は廃止された。富有柿の原産地。

## 地理
岐阜県西部、本巣郡の南端に位置する。全域が濃尾平野の一部で山はない。西の境には根尾川、合流後揖斐川が流れ、七崎輪中・古橋輪中などが形成された。町域の一部は揖斐川の西岸にもあった。

### 隣接していた自治体
- 真正町、穂積町、安八町、大垣市、神戸町、大野町
- 宝江地区分離前は墨俣町とも隣接していた。

## 歴史
- 古代から新田など美濃国内で土地開発が進んでいた地域であった。日本書紀などの古い文献にこの地域の事が多数記されていた。また、古代期（奈良時代）の条里制跡が残る。
- 江戸時代には中山道の美江寺（みえじ）宿があった。

### 年表
- 1954年（昭和29年）9月20日 - 川崎村、鷺田村、船木村が合併し巣南村が発足[1]。村の名は、本巣郡の南に位置することによる。
- 1957年（昭和32年）7月1日 - 宝江地区を分離し、穂積町へ編入[1]。
- 1964年（昭和39年）4月1日 - 町制施行により巣南町となる[1]。
- 2003年（平成15年）5月1日 - 穂積町と合併し瑞穂市が発足[1]。同日巣南町廃止。

## 行政

### 町長
- 福野寿英：2001年8月25日〜2003年5月1日
- 堀孝正：1989年〜2001年
- 岡田守：1973年〜1989年
- 林保：〜1973年

## 経済

### 産業
- 稲作のほかに果樹が生産されていた。富有柿の原産地であり、特に柿の栽培が盛んだった。「すなみ柿」というブランド品種も生まれた。
- 大垣市に隣接することから、住宅地も散在した。

## 教育

### 小学校
- 巣南町立南小学校
- 巣南町立中小学校
- 巣南町立西小学校

### 中学校
- 巣南町立巣南中学校

## 交通

### 鉄道路線
- 樽見鉄道樽見線
美江寺駅 - （穂積町） - 横屋駅
- 東海道本線：町の南をかすめるように横切るが、駅はなかった。

### 道路
昔は中山道の美江寺宿があった。明治に入って宿駅が維持されなくなると、主要道路の通過はなくなったが、平地にあるため近隣への接続は良好であった。
高速道路
- 町内に高速道路はなし。

一般国道
- 国道21号岐大バイパス

主要地方道
- 岐阜県道92号岐阜巣南大野線

一般県道
- 岐阜県道156号曽井中島美江寺大垣線
- 岐阜県道170号田之上屋井線
- 岐阜県道171号美江寺西結線
- 岐阜県道204号穂積巣南線
- 岐阜県道261号脛永万石線

## 名所・旧跡・観光スポット・祭事・催事
- 伊久良河宮跡（天神神社）
- 美江寺城跡
- 小簾紅園
- サボテン村

## 出身人物
- 福嶌才治 - 富有柿の生みの親。